# Friedrich Salomon Rothschild
Friedrich Salomon Rothschild (hebräisch פרדריק סולומון רוטשילד; * 17. Dezember 1899 in Gießen; † 6. März 1995 in Israel) war ein deutsch-israelischer Neurologe und Psychoanalytiker. Er prägte den Begriff „Biosemiotik“ in seiner Arbeit von 1962.

## Leben
Rothschild wuchs in Gießen als Sohn eines Kaufmanns auf, der seine Waren in den umliegenden Dörfern verkaufte. Bis zur zweiten Klasse wollte er in die Fußstapfen seines Vaters treten, doch sein Lehrer entdeckte seine intellektuelle Begabung und empfahl den Eltern, ihn auf eine höhere Schule zu schicken. Ab der dritten Klasse besuchte er ein Realgymnasium und legte 1918 als zweitbester Schüler das Abitur ab. In den folgenden sechs Monaten diente er beim Militär und arbeitete schließlich unter dem leitenden Arzt der Armee. Anschließend studierte er Medizin an den Universitäten Gießen und München.
Von 1925 bis 1928 arbeitete Rothschild mit der Psychotherapeutin Frieda Fromm-Reichmann und dem Psychoanalytiker Erich Fromm in Heidelberg zusammen, von 1928 bis 1933 mit Kurt Goldstein in Frankfurt am Main. Er wurde von der Philosophie Ludwig Klages’ beeinflusst, mit dem er korrespondierte.
1936 emigrierte er nach Palästina und nahm später die israelische Staatsbürgerschaft an.

## Werk
Im Laufe seiner Karriere beschäftigte sich Rothschild mit Problemen der Körper-Geist-Beziehung, insbesondere mit der Beziehung zwischen Gefühlen, Wahrnehmungen und Gedanken des Menschen und seinem zentralen Nervensystem. Unter dem Einfluss von Ludwig Klages, dem Begründer der modernen Graphologie, erstreckten sich Rothschilds Studien auf das Gebiet der Ausdruckswissenschaft: Mimik, Pantomime, Physiognomik und Graphologie. Sein Buch Symbolik des Hirnbaus (1935) baut auf diesen Ideen auf, und ein späteres Werk, Das Zentralnervensystem als Symbol des Erlebens (1958), verbindet diese Theorien mit wissenschaftlichen Entwicklungen wie der Kybernetik, der Neurophysiologie und der Kommunikationstheorie.

## Werke
- Symbolik des Hirnbaus, Berlin 1935
- Das Ich und die Regulationen des Erlebnisvorganges, Basel 1950
- Das Zentralnervensystem als Symbol des Erlebens, Basel/New York 1958